# Guelfo Zamboni
Guelfo Zamboni (* 22. Oktober 1896 in Santa Sofia; † 5. März 1994 in Rom) war ein italienischer Diplomat, der während des Zweiten Weltkriegs die Evakuierung von einigen Hundert Juden mit italienischer Staatsbürgerschaft aus Thessaloniki vorantrieb, während fast alle übrigen Angehörigen der Jüdischen Gemeinde Thessaloniki von der SS nach Auschwitz-Birkenau deportiert wurden.

## Werdegang
Guelfo Zamboni wurde am 22. Oktober 1896 in Santa Sofia, damals Teil der Toskana, geboren. Seine Eltern, sein Vater war Handwerker, wollten, dass er Geistlicher wird. Sie starben früh und ließen ihn und seine sieben älteren Geschwister als Waisen zurück. Um die höhere Schule besuchen zu können, musste er nebenbei arbeiten gehen. 1916 wurde zur Infanterie in die italienische Armee eingezogen. Während des Ersten Weltkrieges wurde er mit einer Tapferkeitsmedaille in Bronze und nach einer Verwundung mit dem Kriegsverdienstkreuz ausgezeichnet. Nach Ende des Krieges setzte er seine Studien fort und schloss 1925 sein Studium in Betriebswirtschaftslehre mit der Laurea ab. Anschließend bewarb er sich erfolgreich für eine Stellenausschreibung im öffentlichen Sektor, womit ihm die Türen für seine diplomatische Karriere geöffnet wurden.
Zamboni war zu Beginn seiner Karriere in verschiedenen Ländern im diplomatischen Dienst tätig und arbeitete auch im vom faschistischen Außenminister Galeazzo Ciano geleiteten Außenministerium in Rom. Vom August 1936 bis Juli 1941 war in der italienischen Botschaft in Berlin tätig.
Im Februar 1942 wurde Zamboni als neuer italienischer Generalkonsul nach Griechenland in das zur deutschen Besatzungszone gehörende Saloniki geschickt. Nachdem im Februar 1943 die SS-Hauptsturmführer und „Beauftragte für jüdische Angelegenheiten“ Dieter Wisliceny und Alois Brunner in der griechischen Stadt eintrafen, um die Deportation der jüdischen Bevölkerung in die NS-Vernichtungslager zu organisieren, begann das italienische Generalkonsulat unter der Leitung von Zamboni gemäß der von Rom ausgegebenen Anweisungen und in Abstimmung mit den deutschen Dienststellen mit der Evakuierung der italienischen Juden.
Mit Hilfe mehrerer Mitarbeiter begann der Generalkonsul, die in Saloniki sich aufhaltenden italienischen Juden dem deutschen Zugriff zu entziehen und deren Ausreise in die italienische Besatzungszone vorzubereiten. Konnte eine italienische Staatsbürgerschaft nicht eindeutig nachgewiesen werden, wurde nach vorheriger Nachfrage von Zamboni in Rom großzügig provisorische italienische Pässe ausgestellt. In weiteren zweifelhaften Fällen wurde bei den deutschen Dienststellen um eine Aufschiebung der Deportation gebeten. Das Vorgehen des italienischen Generalkonsulats in Thessaloniki löste bei den Deutschen Irritationen aus und löste einen regen Schriftwechsel aus. Am 20. Mai 1943 ordnete Eberhard von Thadden, Judenreferent im Auswärtigen Amt, die Freilassung der in Frage kommenden Personen an, sofern sie nicht schon deportiert waren. Eine Rückholung bereits nach Polen deportierter Juden schloss er allerdings vornherein aus. Wenige Tage später wurden auf diese Weise 67 von 75 in Frage kommenden Juden den Italienern überstellt. Insgesamt konnten das Generalkonsulat unter Zamboni 322 Juden evakuieren, davon 217 mit italienischer Staatsbürgerschaft, 92 mit provisorisch ausgestellten italienischen Pässen sowie 13 weitere Juden, die in familiären Verbindungen mit den ersten beiden Gruppen standen.
Am 15. Juli 1943 organisierte der neue italienische Generalkonsul in Thessaloninik, Giuseppe Castruccio, einen Sonderzug, mit dem 280 Juden in das zur italienischen Besatzungszone gehörende Athen ausgefahren wurden.
Zamboni setzte seine diplomatische Karriere nach dem Krieg fort. Von 1956 bis 1959 war er der erste italienische Botschafter in Thailand. Zuletzt war in Bagdad und Santo Domingo tätig.

## Rezeption
Die von Guelfo Zamboni organisierte Evakuierung von über 300 Juden wurde in der Nachkriegszeit strittig diskutiert, mit der die Rolle des faschistischen Italiens in der Judenfrage, im Sinne des „Brava-Gente-Mythos“ verharmlost werden sollte. Nach Focardi erfolgte die Evakuierung aus rein opportunistischen Gründen, um die Interessen des Königreichs zu schützen. Zum einen besaßen die Verfolgten beträchtliche Vermögensanteile, auf die man nicht verzichten wollte, und zum anderen hoffte man damit Unterstützer für die italienischen Ansprüche auf den Mittelmeerraum in jüdischen Kreisen zu finden. Auch Rodogno schließt humanitäre Gründe für die Rettungsaktion aus. Zamboni habe im Rahmen seines dienstlichen Aufgabenbereichs nach den Vorgaben des italienischen Außenministeriums gehandelt und mit seiner Aktion nichts riskiert. Vielmehr wurde durch Bezeichnungen wie „italienischer Oskar Schindler“, der „Perlasca von Saloniki“ und einer nachgesagten und von Yad Vashem dementierten Auszeichnung als Gerechter unter den Völkern etwas zu suggerieren versucht, was nicht den dokumentierten Tatsachen entspricht.